# Arhimed
Arhimed (tudi Arhimedes) [arhiméd/arhimédes] (starogrško Αρχιμήδης, latinizirano: Arhimḗdēs), starogrški matematik, fizik, mehanik, izumitelj, inženir in astronom, * 287 pr. n. št., Sirakuze, Sicilija, † 212 pr. n. št., Sirakuze.
Čeprav je o njegovem življenju znanih samo nekaj podrobnosti, velja za največjega matematika antike in enega od največjih vseh časov. Arhimed je s konceptom neskončno majhne količine in metodo izčrpavanja izpeljal in strogo dokazal vrsto geometrijskih izrekov, vključno s ploščino kroga, površino in prostornino krogle ter ploščino pod parabolo, s čimer je že nakazal sodobni infinitezimalni račun in matematično analizo.
Med druge matematične dosežke spadajo točen približek števila π, ki ga je določil z analizo Arhimedove spirale, in eksponentno izražanje zelo velikih števil. Bil je tudi eden prvih, ki je uporabil matematiko za razlago fizikalnih pojavov, postavil temelje hidrostatike in statike, vključno z razlago delovanja vzvoda. Izumil je tudi več naprav, med njimi vijačno črpalko, škripčevje in vojaške stroje za obrambo Sirakuz.
Umrl je med obleganjem Sirakuz. Ubil ga je rimski vojak, čeprav je imel ukaz, da se mu ne sme nič zgoditi. Rimski govornik Cicero piše, da so mu na njegovo zahtevo na grob postavili kroglo in valj, ki sta simbolizirala njegova matematična odkritja.
Za razliko od njegovih izumov so bili njegovi matematični spisi v antiki bolj malo znani. Prebirali in navajali so jih matematiki iz Aleksandrije, prvi obširen zbornik njegovih del pa je nastal šele okoli leta 530. V Konstantinoplu ga je objavil bizantinski matematik, astronom in arhitekt Izidor iz Mileta. Komentarje Arhimedovih del, primerne tudi za širše bralstvo, je prvi napisal in objavil Evtokij v 6. stoletju. Srednji vek je preživelo razmeroma malo kopij Arhimedovih spisov, ki so kasneje postali pomemben vir zamisli za renesančne učenjake. Leta 1906 so odkrili do tedaj neznan Arhimedov palimpsest, grški prepis Arhimedovih del iz 10. stoletja, ki je dal nove vpoglede v Arhimedove matematične metode.

## Življenje
Arhimed je bil rojen okoli leta 287 pr. n. št. v sicilskem pristaniškem mestu Sirakuze, ki je bilo tedaj samoupravna kolonija Magnae Graeciae ob obali južne Italije. Datum njegovega rojstva temelji na trditvi bizantinskega grškega zgodovinarja Ivana Ceca, da je živel 75 let. Arhimed v Psamitu (O številu peščenih zrn) omenja, da je bil njegov oče astronom Fidij, o katerem ni nič znanega. Plutarh v svojih Vzporednih življenjih piše, da je bil Arhimed v sorodu s kraljem Hieronom II. Sirakuškim. Arhimedov življenjepis, ki ga je napisal njegov prijatelj Herakleid, se je izgubil, zato so podrobnosti iz njegovega življenja nejasne. Nič ni znanega na primer o tem, ali je bil poročen in imel otroke. V mladosti je morda študiral v Aleksandriji, kjer sta tedaj študirala tudi Konon s Samosa in Eratosten iz Kirene. Arhimed omenja, da je bil Konon njegov prijatelj, Eratostenu pa je posvetil uvoda v svoji Metodi mehanskih izrekov in Problemu goveda.
Umrl je  med 2. punsko vojno okoli leta 212 pr. n. št., ko je rimska vojska pod poveljstvom generala Marka Klavdija Marcela po dveh letih obleganja osvojila Sirakuze. Njegovo smrt ob zavzetju Sirakuz so opisali različno. Plutarh je o njej poročal takole:
»Usoda je hotela, da je bil pogreznjen v delo na nekem problemu in je osredotočil ves svoj razum in svoje oči na diagram, ki ga je raziskoval, in ni opazil, da so vdrli Rimljani in je mesto padlo. Ko se mu je približal rimski vojak in ga pozval, naj mu sledi k Marcelu, je to odklonil, dokler ne reši matematičnega problema. Vojaka je odgovor tako razjezil, da je potegnil meč in ga zaklal.«
Arhimedove zadnje besede naj bi bile »Ne dotikaj se mojih krogov!« (latinsko Noli turbare circulos meos!, grško μὴ μου τοὺς κύκλους τάραττε! [Mē mou tous kuklous taratte!]), se pravi matematičnega grafa, ki ga je ravno preučeval. Za to trditev ni nobenega trdnega dokaza, ker ni omenjena v nobenem Plutarhovem zapisu.
Plutarh ponuja tudi drug, manj znan opis njegove smrti. V njem pravi,  da so ga ubili med poskusom predaje. V tej zgodbi je Arhimed nosil matematični instrument, vojak pa je mislil, da nosi dragocenost in ga je ubil. General Marcel naj bi bil zaradi njegove smrti ogorčen, saj ga je imel za uglednega učenjaka in je ukazal, da mu ne smejo storiti nič žalega.
V Nepozabnih dejanjih in izrekih Valerija Maksima iz 1. stoletja n. št. so Arhimedove zadnje besede malo drugačne:
»... sed protecto manibus puluere 'noli' inquit, 'obsecro, istum disturbare'«
»... z rokama je pokril prah in rekel 'prosim te, da jih pustiš pri miru'«.
Arhimedov grob sta na njegovo željo krasila krogla in valj, ki sta simbolizirala njegovo najslavnejše matematično odkritje. Dokazal je namreč, da sta prostornina in površina krogle enaka dvema tretjinama prostornine in površine enakostraničnega valja z višino, enako premeru krogle. Leta 75 pr. n. št., se pravi 137 let po Arhimedovi smrti, je njegov grob iskal Cicero, ki je služil na Siciliji kot kvestor. Zgodbo o Arhimedovem grobu so domačini poznali, nihče pa ni vedel, kje je. Grob je odkril pri Agrigentskih vratih v Sirakuzah. Bil je povsem zanemarjen in zaraščen, zato ga je očistil in nato prebral nekaj napisov na nagrobniku. Potem je sled ponovno izginila, dokler niso leta 1965 o najdbi njegovega groba na dvorišču Hotela Panorama v Sirakuzah poročali italijanski arheologi. Za to, da je grob res njegov, ni nobenega trdnega dokaza.

## Odkritja in iznajdbe

### Arhimedov zakon
Najbolj znana zgodba o Arhimedu pripoveduje, kako je odkril metodo za določane prostornine teles nepravilnih oblik. Arhimedu so prinesli krono, ki naj bi bila izdelana iz čistega zlata, in ga vprašali, ali so goljufivi zlatarji k zlatu primešali tudi nekaj srebra. Arhimed krone ni smel poškodovati, zato jo je potopil v vodo in iz dviga nivoja vode izračunal njeno prostornino. Meritev je mogoča zaradi dejstva, da je voda pri teh pogojih praktično nestisljiva. Ugotovil je, da je gostota krone manjša od gostote čistega zlata in s tem dokazal, da je k zlatu primešanega nekaj cenejšega srebra. Po tem odkritju je menda gol tekal po sirakuških ulicah in vpil »Eureka!« (grško εὕρηκα  [heúrēka]), se pravi »Odkril sem!«. Zgodba o zlati kroni v Arhimedovih znanih delih ni omenjena, v praksi pa pomeni, da je izračun mogoč zaradi možnosti zelo točnega tehtanja mase izpodrinjene tekočine.
Hidrostatični tlak in Arhimedovo načelo je opisal v razpravi O plavanju teles. Zakon pravi, da na plavajoče telo deluje sila vzgona F, ki je enaka teži izpodrinjene tekočine:
{\displaystyle F=mg=\rho Vg\!\,,}
kjer je: 
- {\displaystyle m\!\,} – masa izpodrinjene tekočine
- {\displaystyle g\!\,} – težni pospešek
- {\displaystyle \rho \!\,} – gostota tekočine
- {\displaystyle V\!\,} – prostornina izpodrinjene tekočine

Sila vzgona deluje proti sili teže. Njeno prijemališče je težišče telesa. Arhimedova metoda se še danes uporablja za določanje gostote snovi in  preučevanje plovnosti teles.

### Arhimedov vijak
Velik del Arhimedovega inženirskega dela je nastal med izpolnjevanjem potreb domačih Sirakuz. Grški pisatelj Atenej piše, da je sirakuški kralj Hieron II. pri Arhimedu naročil načrte za veliko ladjo Sirakuzijo, ki bi bila uporabna za luksuzno potovanje in kot vojna ladja. Sirakuzija naj bi bila  naj bi bila največja ladja, zgrajena v antiki. Po Atenejevem pisanju je lahko nosila 600 ljudi, imela okrasne vrtove, gimnazijo in tempelj, posvečen boginji Afroditi. Ker je ladja puščala in je vanjo vdiralo veliko vode, ja Arhimed domnevno razvil vijak, s katerim je izčrpaval kalužo. Arhimedov stroj je imel vijačnico, vgrajeno v notranjosti valja. Poganjal se je z rokami. Kasneje se je izkazalo, da je uporaben tudi za črpanje vode iz nižje ležečih namakalnih kanalov. Arhimedov vijak se še vedno uporablja za črpanje tekočin iz suhih zrnatih trdnih snovi, na primer premoga in žita. Arhimedov vijak, ki ga je v rimskih časih opisal Mark Vitruvij, bi lahko bil izboljšana različica vijačne črpalke,  ki so jo uporabljali za namakanje Babilonskih visečih vrtov.
Prvi parnik s pogonom na Arhimedov vijak, zgrajen leta 1838, so njegovemu izumitelju v čast imenovali SS Archimedes.

### Arhimedov krempelj
Arhimedov krempelj je bil eden od strojev, ki jih je med 2. punsko vojno skonstruiral Arhimed za obrambo Sirakuz pred vojsko Rimske republike pod poveljstvom generala Marka Klavdija Marcela. Videz in delovanje stroja sta še vedno predmet razprav. Antični viri trdijo, da je stal na morskem obzidju za obrambo pred napadom z morja. Skopi opisi pravijo, da je bil  nekakšen žerjav oziroma ogromno dvigalo, s katerega je visela kljuka. To se je lahko zagozdilo za sovražno ladjo, jo z dvigalom dvignilo in tako potopilo.
V zadnjem času so večkrat poskusili rekonstruirati in preskusiti Arhimedovo orožje. Leta 2005 je ekipa, ki jo je zbral Discovery Channel, v televizijski oddaji Super orožja antičnega sveta zgradila svojo inačico orožja in dokazala, da deluje.

### Toplotni žarek
Arhimed je kot orožje morda uporabil tudi več zrcal, ki so kot celota delovala kot parabolično zrcalo in bi lahko vžgala rimske oblegovalne ladje. V 2. stoletju n. št. je grški retorik Lucijan zapisal, da je Arhimed med obleganjem Sirakuz uničili sovražne ladje z ognjem. Nekaj stoletij kasneje je grški arhitekt in matematik Antemij kot Arhimedovo orožje omenil konkavne leče.
Tudi to domnevno orožje je že od renesanse predmet razprav. Descartes ga je zavrnil kot nemogoče, medtem ko so sodobni raziskovalci poskušali poustvariti njegov učinek samo s sredstvi, ki jih je imel na razpolago Arhimed. Mednje so spadali polirani bronasti ali bakreni ščiti, ki bi delovali kot sistem paraboličnih zrcal in usmerili svetlobo na sovražno ladjo. Enako načelo uporabljajo sodobne sončne peči.
Preskus Arhimedovega toplotnega žarka je leta 1973 opravil grški znanstvenik Ioannis Sakkas v vojaški pomorski bazi Skaramagas pri Atenah. 70 pobakrenih zrcal velikosti 1,5 × 1,0 m je usmeril na maketo rimske bojne ladje iz vezanega lesa, oddaljene približno 50 m. Ko so bila zrcala točno usmerjena, se je ladja po nekaj sekundah vžgala. K temu je verjetno veliko pripomogel premaz iz bitumna, s katerim so premazovali ladje tudi v klasičnem obdobju.
Oktobra 2005 je preskus izvedla skupina študentov s Tehnološkega inštituta Massachusettsa. Uporabila je 127 kvadratnih zrcal s stranico 30 cm, usmerjenih na maketo lesene ladje, oddaljeno 30 m. Maketa se je vžgala samo ob povsem jasnem vremenu in ko je bila pri miru najmanj deset minut. Zaključek preskusa je bil, da so pri teh pogoji zrcala uporabno orožje. Ekipa z istega inštituta je preskus ponovila v San Franciscu za televizijsko oddajo MythBusters. Za tarčo je izbrala leseno ribiško barko. Med preskusom je les pooglenel in se samo rahlo vnel, ker 
je za njegov vžig potrebna temperatura približno 300 °C.
Ekipa MythBusters je preskus uvrstila med nepotrjene oziroma spodletele, ker so za njegov uspeh potrebne idealne vremenske razmere in dovolj velik čas. Poudarili so, da se Sirakuze odpirajo proti vzhodu, zato bi bila obramba uspešna samo dopoldne, ko je učinek sončne svetlobe ob taki legi največji, in da so imeli branilci za uničevanje ladij na majhne razdalje na razpolago mnogo bolj enostavna in dostopna orožja, na primer goreče puščice in katapulte.
Ekipa MythBusters je preskuse ponovila decembra 2010 in jih ponovno uvrstila v kategorijo nepotrjeno, ker temperatura jader na ladji nikoli ni dosegla temperature 210 °C, potrebne za njihov vžig. Eden od zaključkov je bil, da bi zrcala bolj motila oziroma slepila ladijsko posadko kot resno ogrozila njihovo ladjo.

### Druga odkritja in iznajdbe
Arhimed ni izumil vzvoda, ampak je v delu Ravnotežje geometrijskih likov pojasnil načelo njegovega delovanja in s tem postavil temelje sodobne statike. Vzvod je tog, v neki točki podprt drog. Dela vzvoda levo in desno od podpore sta ročici ali kraka. Vzvod je v ravnotežju kadar sta produkta bremen in ročic enaka:
{\displaystyle F_{1}x_{1}=F_{2}x_{2}\!\,,}
kjer sta: 
- {\displaystyle F_{1},F_{2}\,} – sili
- {\displaystyle x_{1},x_{2}\,} – ročici

To pomeni, da je za dvig bremena na kratki ročici na daljši ročici potrebna manjša sila.
Po Paposu Aleksandrijskem je Arhimed po svojem odkritju izjavil: »Dajte mi mesto, kamor  ga bom lahko oprl, pa bom premaknil Zemljo« (grško starogrško δῶς μοι πᾶ στῶ καὶ τὰν γᾶν κινάσω). Svojo trditev je na kraljev poziv menda dokazal tako, da je ladjo, polno Sirakužanov, s sistemom vzvodov in škripcev dvignil iz morja in jo odložil na obalo. Kralj je potem izjavil, da je treba Arhimedu odslej verjeti brez ugovora.
Načelo so pred njim opisali Aristotelovi učenci peripatetiki, njegovo odkritje pa se včasih pripisuje Arhitu.
Plutarh piše, da je Arhimed zasnoval škripčevje, ki je delovalo po načelu vzvoda in je mornarjem omogočalo dvigovanje sicer pretežkih bremen. Zaslužen je tudi za izboljšanje moči in točnosti katapulta in izum odometra. Odometer je opisan kot voziček z zobniškim mehanizmom, ki je po vsaki prepotovani milji v posodo spustil kroglico.
Cicero na kratko omenja Arhimeda v svojem delu De re publica, izmišljenem pogovoru, ki naj bi potekal leta 129 pred n. št. General Mark Klavdij Marcel je po zavzetju Sirakuz okoli leta 212 pred n. št. dejal, da bo v Rim odnesel dva Arhimedova mehanizma, ki sta kazala gibanje Sonca, Lune in petih planetov in sta bila uporabna v astronomiji. Cicero omenja tudi, da sta podoben  mehanizem zasnovala Tales iz Mileta in Evdoks. Marcel naj bi enega od mehanizmov obdržal zase kot vojni plen, drugega pa poklonil  templju Vrlin v Rimu. Napravi sta bila nekakšna planetarija ali modela planetnega sistema.
Papos trdi, da je Arhimed opisal konstrukcijo mehanizma v rokopisu O izdelavi nebesnega svoda, ki se je izgubil. Sodobne raziskave na tem področju so se osredotočile na podoben mehanizem z Antikitere, izdelan okoli leta 100 pred n. št. Za izdelavo mehanizma je bilo potrebno prefinjeno poznavanje diferencialnih reduktorjev, za katerega se je dolgo časa domnevalo, da presega domet antične tehnologije. Odkritje mehanizma z Antikitere leta 1902 je dokazalo, da so tovrstne naprave poznali že stari Grki.

## Matematika
Arhimed se ni ukvarjal samo z izumljanjem mehanskih naprav, temveč tudi s fiziko, astronomijo in zlasti z matematiko. Obvladoval je infinitezimale, števila z zelo majhnimi absolutnimi vrednostmi, vendar večja od 0, in jih uporabljal na način, podoben sedanjemu integriranju.
Skušal je načrtati pravilni sedemkotnik.

### Merjenje kroga
Z drobljenjem do absurda (reductio ad absurdum) je lahko rešil probleme s poljubno točnostjo ali določil meje, znotraj katerih je ležal odgovor. S tehniko, znano kot metoda izčrpavanja, je izračunal približno vrednost števila π. V Merjenju kroga (starogrško Κύκλου μέτρησις) je to opravil tako, da je krogu orisal in vrisal pravilna šestkotnika in nato postopoma podvajal število stranic obeh mnogokotnikov. Predpostavil je, da se bo z naraščanjem števila stranic vsota njihovih dolžin približevala obsegu kroga. Po vsakem koraku je zato izračunal vsoti stranic obeh likov in ju primerjal. Po štirih korakih se je njihovo število povečalo na n = 96 = 25 · 3, izračunani približek števila π pa je dobil vrednost:
{\displaystyle 3{\frac {10}{71}}=[3;7,10]<3{\frac {1137}{8069}}=[3;7,10,2,1,36]<\pi <3{\frac {1335}{9347}}=[3;7,667,2]<3{\frac {1}{7}}\!\,}
ali približno:
{\displaystyle 3,1408450<3,1409100<\pi <3,1428266<3,1428571\!\,,}
oziroma srednja vrednost spodnje in zgornje meje {\displaystyle \pi =3,14185110664\!\,.} Arhimedova izračunana vrednost je skladna z njegovo dejansko vrednostjo približno 3,1416.
Pred njim so tudi drugi starogrški matematiki poskušali uporabljati ploščino včrtanih mnogokotnikov za izračun približkov π, vendar je Arhimed prvi uporabil obseg kroga. Dokazal je tudi, da je ploščina kroga enaka zmnožku π in kvadrata polmera (πr2).
Če se razmerje med obsegom kroga o = 2π r in njegovim premerom  2r označi s πo in razmerje med ploščino kroga p = π r2 in ploščino njemu očrtanega kvadrata (2r)2 s πp, se vidi, da razmerje πo/πp ni odvisno od velikosti kroga. To so vedeli že Sumerci in Egipčani, niso pa vedeli, da sta števili πo in πp v ozki medsebojni zvezi. Tega nista vedela niti Pitagora niti Evklid in vsa grška matematična šola pred Arhimedom. Da razmerje πo = 4πp ni odvisno od premera kroga, so grški matematiki odkrili malo pred Arhimedom na začetku 4. stoletja pr. n. št. Arhimed je dokazal tudi, da v enačbah za izračun obsega in ploščine kroga nastopa ista konstanta, kar ni bilo samo po sebi razumljivo. Pred njim so uporabljali različni vrednosti π. Konstanta obsega je enaka konstanti ploščine {\displaystyle o/2r=p/r^{2}\,}. Evklid je v svojih Elementih dokazal konstanto ploščine za kroge ({\displaystyle p/r^{2}\,}, 12. knjiga, trditev 2). Ni pa nikjer omenjal razmerja {\displaystyle o/2r\,} ali karkoli podobnega. Arhimed je v Merjenju kroga dokazal, da velja (trditev 1):
{\displaystyle p={\frac {or}{2}}\!\,,}
nikjer pa sicer ni eksplicitno navedel, da je razmerje {\displaystyle o/2r\,} konstanta. Vendar to dejstvo posredno izhaja iz njegovega dela in poleg prvi trditvi iz Merjenja kroga je treba Evklidovim izrekom dodati dva njegova aksioma iz  dela O krogli in valju:
{\displaystyle {\frac {o}{2r}}=\left({\frac {2p}{r}}\right){\frac {1}{2r}}={\frac {p}{r^{2}}}=\pi \!\,.}

### Kvadratni koren števila 3
V Merjenju kroga je izračunal tudi vrednost kvadratnega korena števila 3:
{\displaystyle {\frac {265}{153}}<{\sqrt {3}}<{\frac {1351}{780}}\!\,}
ali približno:
{\displaystyle 1,7320261<{\sqrt {3}}<1,7320512\!\,.}
Ahimedova spodnja in zgornja meja sta točni na ⁠2/23409⁠ (4 desetiška mesta) in ⁠1/608400⁠ (6 desetiških mest). Pri tem ni navedel točnega postopka, verjetno pa je uporabil iteracijo, neko vrsto intepolacijske metode ali kombinacijo več metod. Dejanska vrednost je približno 1,7320508. Na ta način je sicer najboljša spodnja meja enaka:
{\displaystyle {\frac {989}{571}}<{\sqrt {3}}\!\,,}
ni pa jasno zakaj je Arhimed ni navedel. Mogoče je potreboval boljšo zgornjo mejo in je računal naprej, spodnje meje pa ni navajal. Čeprav svojih metod ni pojasnil, se lahko približka dobita na enak način kot rešitev Pellove enačbe za n = 3:
{\displaystyle x^{2}-3y^{2}=1\!\,.}

### Krogla in valj
V razpravi O krogli in valju, naslovljeni na Dositeja, je Arhimed dobil rezultate, na katere je bil najbolj ponosen: izračunal je razmerje med kroglo in njej očrtanim valjem enako višino in premerom. Prostornini krogle in valja merita:
{\displaystyle {V_{\rm {k}}}={\frac {4}{3}}\pi \ r^{3}}
{\displaystyle {V_{\rm {v}}}=2\pi \ r^{3},}
njuni površini pa:
{\displaystyle {P_{\rm {k}}}=4\pi \ r^{2}}
{\displaystyle {P_{\rm {v}}}=6\pi \ r^{2},}
kjer je:
- {\displaystyle r\,} – polmer valja in krogle in polovica višine valja.

Prostornina in površina krogle sta torej enaka dvem tretjinam prostornine in površine očrtanega valja. Prostornina valja je trikratnik prostornine temu valju vrčtanega stožca.
V isti razpravi je domneval, da vsaka veličina, ki je dovolj krat dodana sama sebi, preseže katero koli dano veličino (Arhimedov aksiom realnih števil).

### Kvadratura parabole
Izračunal je najstarejši znani primer geometrične vrste s količnikom {\displaystyle k=1/4\,}:
{\displaystyle \sum _{k=0}^{\infty }{\frac {1}{4^{k}}}=1+{\frac {1}{4}}+{\frac {1}{4^{2}}}+{\frac {1}{4^{3}}}+\cdots \!\,,}
V Kvadraturi parabole je dokazal, da je ploščina lika med parabolo in sekanto ⁠4/3⁠ krat večja od ploščine včrtanega trikotnika, ki ustreza pogojem na desnem grafu. Če je prvi člen vrste površina trikotnika, je drugi člen vsota površin dveh trikotnikov, katerih osnovnici sta manjši sekanti. Rešitev problema je izrazil z vsoto zgornje neskončne geometrične vrste:
{\displaystyle s=\sum _{m=0}^{\infty }ak^{m}={\frac {a}{1-k}}={\frac {1}{1-{\frac {1}{4}}}}=1+{\frac {1}{3}}={\frac {4}{3}}\!\,.}
Vsoto te vrste je izračunal z neposrednim računom, ki ga je zamislil prav za to vrsto. Ta dokaz uporablja različico vrste:
{\displaystyle \sum _{k=1}^{\infty }{\frac {1}{4^{k}}}={\frac {1}{4}}+{\frac {1}{4^{2}}}+{\frac {1}{4^{3}}}+{\frac {1}{4^{4}}}+\cdots \!\,,}
katere vsota je enaka ⅓.
Pri njem se najde primerjave v preprosti obliki, da so členi aritmetičnega zaporedja logaritmi členov geometričnega zaporedja.

### Izračun peščenih zrn
V Izračunu peščenih zrn (Psammites) je izračunal največje število peščenih zrn, potrebnih za napolnitev Vesolja, pri čemer je predpostavil velikost Vesolja. K temu ga je spodbudila pripomba, da je število zrn preveliko, da bi se ga dalo izračunati, in hotel je dokazati, da je mogoče vse kar v resnici obstaja tudi izmeriti. Arhimed je k temu zapisal:
»Kralj Gelo (Gelo II., sin Hieorna II.) trdi, da je število zrn neskončno, jaz pa trdim, da pesek ni samo v Sirakuzah in drugod po Siciliji, ampak tudi v vseh drugih naseljenih in nenaseljenih pokrajinah.«
Za reševanje problema in za izražanje velikih števil je uporabljal poseben številski sistem, ki je temeljil na miriadi miriad (100 milijonov ali 108). Izraz miriada izhaja iz grškega izraza starogrško μυριάς: myrias in pomeni število 10.000. Njegov sistem je bil že skoraj tak kot sodobna potenčna (eksponenta) oblika. Z Evklidovim pravilom o deljenju potenc je odkril pravilo za njihovo množenje.
Ker se razdalje od Zemlje do zvezd s tedanjimi instrumenti ni dalo izmeriti, je Arhimed na osnovi Aristarhovih domnev predpostavil, da je Zemljin tir krožnica, da ima Vesolje obliko krogle in da je razmerje med premerom Vesolja in premerom Zemljinega tira enako razmerju med premerom Zemljinega tira in Zemljinim premerom. Povedano drugače to pomeni, da je zvezdna paralaksa, ki jo povzroči gibanje Zemlje okrog Sonca, enaka solarni paralaksi, ki jo povzroči gibanje okrog Zemlje.
Za izračun zgornje meje števila zrn je predpostavil tudi to, da obseg Zemlje ni večji od 10 miriad stadijev (5,5 ×105 km), da Luna ni večja od Zemlje in Sonce ni več kot trideset krat večje od Lune, da je kotni premer Sonca, gledan z Zemlje, večji od 1/200 pravega kota (π/400 radianov = 0,45°) in izračunal, da premer Vesolja ne presega 1014 stadijev, kar v sodobnih enotah znese približno 2 svetlobni leti. Za njegovo napolnitev bi potrebovali največ 8 vigintilijonov ali 8×1063 zrn peska.

## Spisi
Zdi se, da Arhimed ni bil posebno ponosen na svoje mehanske izume. Zanje je mislil, da ne predstavljajo pravega filozofskega dela, zato je objavljal samo svoje matematične razprave. Pisal je v dorski grščini, narečju antičnih Sirakuz. Njegovi spisi se niso tako dobro ohranili kot Evklidovi, zato je sedem njegovih razprav znanih samo iz omemb drugih avtorjev. Papos Aleksandrijski omenja razpravo O izdelavi krogle in druga dela s področja mnogokotnikov, medtem ko Teon Aleksandrijski citira odlomek o lomu svetlobe iz izgubljene razprave Catoptrica. Arhimed je svoja odkritja objavljal v korespondenci z aleksandrijskimi matematiki. Njegova dela je prvi zbral bizantinski grški arhitekt Izidor iz Mileta okoli leta 530. Komentarje njegovih del je v 6. stoletju napisal Evtokij iz Aškalona, s čimer je njihovo poznavanje razširil na večji krog ljudi. Tabit ibn Kora (836–901) je Arhimedova dela prevedel v arabščino, Gerard iz Cremone (okoli 1114–1187) pa v latinščino. Med renesanso je Johann Herwagen leta 1544 v Baslu objavil Editio Princeps (Prva izdaja) Arhimedovih del v grškem in latinskem jeziku. Okoli leta 1586 je  Galileo Galilei iznašel hidrostatsko tehtnico za tehtanje  kovin v zraku in vodi, za katero je domnevno dobil navdih v Arhimedovih delih.

### Ohranjena dela
- O ravnovesju ravnin (starogrško Περὶ ἐπιπέδων ἱσορροπιῶν)

Knjiga ima dva dela. Prvi vsebuje petnajst trditev  in sedem aksiomov, drugi pa deset trditev. Obravnava zakon vzvoda, ki pravi, da je vzvod v ravnovesju, kadar so razdalje od opore (ročice) obratno sorazmerne velikostim bremen. Svoja spoznanja iz statike je uporabil za izračun težišč različnih geometrijskih likov, vključno s trikotnikom, paralelogrami in parabolami.
- Merjenje kroga (starogrško Κύκλου μέτρησις)

je kratka razprava, ki obravnava tri Arhimedove trditve. Napisana je kot korespondenca z Dositejem iz Pelezija, učencem Konona s Samosa. V tretji trditvi pravi, da je vrednost π večja od {\displaystyle 3{\tfrac {10}{71}}} in manjša od {\displaystyle 3{\tfrac {1}{7}}}.
- O spiralah (starogrško Περὶ ἑλίκων)

Tudi to delo, ki vsebuje 28 trditev, je naslovljeno na Dositeja in obravnava aritmetično ali Arhimedovo spiralo. Arhimedova spirala je geometrijsko mesto točk, ki nastane takrat, ko se točka giblje od dane negibne točke s konstantno hitrostjo vzdolž premice, ki se vrti s konstantno kotno hitrostjo. V polarnem koordinatnem sistemu je definirana z enačbo
{\displaystyle r=a+b\theta \!\,,}
kjer je:
- {\displaystyle a\,} – parameter, ki obrača spiralo,
- {\displaystyle b\,} – parameter, ki določa razdaljo med zaporednimi obrati.

Arhimedova spirala je eden od prvih primerov mehanske krivulje (krivulje, ki sledi premikajoči se točki), ki so jo preučevali grški matematiki.
- O krogli in valju  (starogrško Περὶ σφαίρας καὶ κυλίνδρου)  (dve knjigi)

V tej razpravi, naslovljeni na Dositeja, je Arhimed opisal izračune prostornin in površin krogle in valja, na katere je bil najbolj ponosen. Kipa obeh geometrijskih teles so na njegovo zahtevo postavili na njegov grob.
- O konoidih in sferoidih (starogrško Περί κωνοειδέων και σφαιροειδέων)

V tem delu, naslovljenem na Dositeja, je  Arhimed  izračunal površine in prostornine odsekov stožca, krogle in paraboloidov.
- O plavajočih telesih (starogrško Περί των επιπλεόντων σωμάτων) (dve knjigi)

V prvem delu razprave govori o zakonu ravnotežja tekočin in dokaže, da bi voda okoli središča težnosti dobila obliko krogle. Razprava bi lahko bila poskus razlage teorije tedanjih astronomov, tudi Eratostena, da je Zemlja okrogla. Tekočine, ki jih je opisal Arhimed, niso samogravitirajoče, ker je Arhimed domneval, da obstaja točka, proti kateri padajo vsa telesa, da bi dobila okroglo obliko.
V drugem delu je izračunal ravnotežne položaje odsekov paraboloidov, ki so bili verjetno idealizirana oblika ladijskih trupov. Del trupa je potopljen, del pa nad vodno gladino in plava podobno kot ledena gora. Arhimed je svoj zakon o vzgonu zapisal takole:
Na vsako telo, ki je v celoti ali delno potopljeno v tekočino, deluje proti njegovi teži sila, ki je enaka teži izpodrinjene tekočine.
Njeno prijemališče je težišče izpodrinjene tekočine.
- Kvadratura parabole (starogrško Τετραγωνισμὸς παραβολῆς)

V tem delu, naslovljenem na Dositeja, je 24 trditev. Arhimed je z dvema metodama dokazal, da je ploščina odseka parabole enaka 4/3 ploščine odseku včrtanega trikotnika, ki ustreza že omenjenim pogojem. Odsek je razdelil na neskončno mnogo trikotnikov in vsoto njihovih ploščin izračunal iz vsote neskončne geometrične vrste s kvocientom ¼:
{\displaystyle 1\,+\,{\frac {1}{4}}\,+\,{\frac {1}{16}}\,+\,{\frac {1}{64}}\,+\,\cdots \;=\;{\frac {4}{3}}.}
- Ostomachion (starogrško Οστομάχιον)

Ostomachion (ali stomachion) je sestavljanka, podobna tangramu, in razprava z njenim podrobnim opisom, objavljena v Arhimedovem palimpsestu. Arhimed je izračunal ploščine 14 trikotnikov, ki jih je mogoče sestaviti v kvadrat. Raziskave, ki jih je opravil Reviel Netz s Stanford University, objavljene leta 2003, kažejo,  da je Arhimed poskušal ugotoviti, na koliko načinov je mogoče njene dele sestaviti v obliko kvadrata. Netz je izračunal, da je to mogoče izvesti na 17.152 načinov. Če se iz tega števila izključijo rešitve zaradi sukanja in zrcaljenja, ostane 536 rešitev. Sestavljanka je eden od prvih primerov reševanja problemov v kombinatoriki.
Izvor njenega imena je nejasen. Domneva se, da izvira iz starogrške besede stomachos (starogrško στόμαχος), ki pomeni grlo ali požiralnik. Avsonij trdi, da je beseda v obliki  ostomachion sestavljena iz besed osteon (starogrško ὀστέον – kost) in machē (starogrško μάχη – spopad ali boj). Sestavljanka je znana tudi kot loculus Archimedius – Arhimedova škatla.
- Arhimedov problem goveda

Problem se v nemških prevodih, ki sta jih objavila Georg Nesselmann (1842) in Krumbiegel (1880), glasi:
Izračunaj, o, prijatelj, število govedi, ki se je nekoč na soncu pasla na ravnicah Sicilije, razdeljene po barvah v štiri črede, eno mlečno belo, eno črno, eno lisasto in eno rumeno. Število bikov je večje od števila krav, razmerja med njimi pa so naslednja:
- beli biki {\displaystyle =\left({\frac {1}{2}}+{\frac {1}{3}}\right)} črnih bikov  + rumenih bikov,

- črni biki {\displaystyle =\left({\frac {1}{4}}+{\frac {1}{5}}\right)} lisastih bikov  + rumenih bikov,

- lisasti biki {\displaystyle =\left({\frac {1}{6}}+{\frac {1}{7}}\right)} belih bikov  + rumenih bikov,

- bele krave {\displaystyle =\left({\frac {1}{3}}+{\frac {1}{4}}\right)} črne črede,

- črne krave {\displaystyle =\left({\frac {1}{4}}+{\frac {1}{5}}\right)} lisaste črede,

- lisaste krave {\displaystyle =\left({\frac {1}{5}}+{\frac {1}{6}}\right)} rumene črede,

- rumene krave {\displaystyle =\left({\frac {1}{6}}+{\frac {1}{7}}\right)} bele črede.

Problem je leta 1773 odkril Gotthold Ephraim Lessing v knjižnici Herzoga Augusta v Nemčiji v grškem rokopisu, napisanem kot pesnitev v 44 verzih. Naslovljen je na Eratostena in aleksandrijske matematike. Arhimed jih je izzval, da število govedi izračunajo s sistemom sedmih diofantskih enačb z osmimi neznankami in zato neskončnim številom rešitev. Vprašanje spada med težje različice problema, ker morajo biti rešitve cela števila, nekatera celo kvadratna. Problem je prvi rešil A. Amthor leta 1880. Rezultat je zelo veliko število, približno 7,760271×10206544.
- Število peščenih zrn (starogrško Ψαμμίτης)

V tej razpravi je Arhimed izračunal število peščenih zrn, s katerimi bi napolnili Vesolje. V knjigi omenja heliocentrično teorijo Osončja, ki jo je predlagal Aristarh s Samosa, in tedanje zamisli o velikosti Zemlje in razdaljah med različnimi nebesnimi telesi. Arhimed si je za izračun izmislil nov številski sistem z osnovo miriada miriad, se pravi 108. Izračunal je, da je za to potrebno  8×1063 zrn (sodobni zapis).
V uvodu v razpravo je zapisal, da je bil njegov oče astronom Fidij. Psammites je edino ohranjeno Arhimedovo delo, v katerem piše o svojih pogledih na astronomijo.
- Metoda mehanskih izrekov (starogrško Περὶ μηχανικῶν θεωρημάτων πρὸς Ἐρατοσθένη ἔφοδος)

Razpravo se je dolgo prištevalo med Arhimedova izgubljena dela, dokler niso leta 1906 odkrili Arhimedovega palimpsesta. Arhimed v tem delu uporablja infinitezimale in pokaže, kako se z drobljenjem lika na neskončno število neskončno majhnih delov lahko izračuna njegovo površino ali prostornino. Svojo razpravo je v obliki pisma naslovil na aleksandrijskega učenjaka Eratostena.

### Izgubljena dela
Med izgubljena Arhimedova dela spadajo razprave o tehtnicah, težišču, lomu svetlobe, izdelavi krogel in dolžini leta.

### Arhimedu pripisana dela
Knjiga lem (latinsko Liber Assumptorum) je razprava s petnajstimi izreki o značilnostih kroga. Najstarejša znana kopija je napisana v arabščini. Bagdadski učenjak Tabit ibn Kora, ki je živel v 9. stoletju, jo pripisuje Arhimedu, čeprav je njeno avtorstvo vprašljivo.
Arhimedu se pripisuje tudi Heronova formula za izračun ploščine trikotnika iz dolžine njegovih stranic. Prva zanesljiva omemba formule je omemba Herona Aleksandrijskega v 1. stoletju n. št.

## Arhimedov palimpsest
Najpomembnejši dokument z njegovimi razpravami je Arhimedov palimpsest, ki ga je leta 1906 v Istanbulu odkril danski profesor Johan Ludvig Heiberg. Heiberg je ob pregledovanju 174 strani dolgega pergamenta z molitvami odkril, da je besedilo iz 13. stoletja napisano preko zbrisanega starejšega besedila. Palimpsesti so bili v srednjem veku zaradi visokih cen pergamenta ustaljena praksa. Prvotni zapis na palimpsestu, napisan v 10. stoletju, so strokovnjaki prepoznali kot prepis do tedaj neznanih Arhimedovih razprav.
Palimpsest vsebuje sedem razprav:  O ravnovesju ravnin, O spiralah, Merjenje kroga, O krogli in valju, O plavajočih telesih, Metoda mehanskih izrekov in Stomachion. Shranjen je v Walters Art Museum v Baltimoru, Maryland, kjer je bil predmet številnih sodobnih analiz, vključno z ultravijolično svetlobo in rentgenskimi žarki.
Prepis razprave O plavajočih telesih je njen edini ohranjeni prepis. Palimpsest je tudi edini znani vir Metode mehanskih izrekov, omenjene v bizantinski enciklopediji Suda iz 10. stoletja, ki so jo imeli za izgubljeno. Stomachion vsebuje bolj popolno analizo zloženke od tistih v do tedaj znanih prepisih.

## Zapuščina
- Galileo je večkrat hvalil Arhimeda in ga imel za nadčloveka.[76] Leibnitz je zanj dejal: »Tisti, ki razume Arhimeda in Apolonija, bo manj občudoval dosežke najodličnejših mož kasnejših časov«.[77]
- Po njem se imenujeta udarni krater Arhimed (29,7° S, 4,0°Z)  in gorovje Montes Archimedes na Luni (25,3° S, 4,6° Z).[78]
- Po njem se imenuje tudi asteroid glavnega pasu 3600 Arhimed.[79]
- Arhimed je upodobljen na  Fieldsovi medalji, ki se podeljuje za izjemne dosežke v matematiki. Podobo obkroža latinski napis, ki ga pripisujejo prav njemu: »Transire suum pectus mundoque potiri«.[80] Na hrbtni stani medalje sta upodobljena  krogla in valj.
- Arhimedova podoba je na poštnih znamkah Vzhodne Nemčije (1973), Grčije (1983), Italija (1983), Nikaragve (1971), San Marina (1982) in Španije (1963).[81]
- Eureka!  Vzklik, ki ga pripisujejo Arhimedu, je moto ameriške zvezne države Kalifornije. Nanaša se na odkritje zlata v Sutter's Millu leta 1848, ki je sprožilo kalifornijsko zlato mrzlico.[82]